# 白指波纹蟹
白指波纹蟹（学名：Cymo andreossyi）为扇蟹科波纹蟹属的动物。分布于日本、波利尼西亚、安达曼群岛、尼科巴群岛、斯里兰卡、红海以及中国大陆的西沙群岛等地，生活环境为海水，主要栖息于珊瑚礁丛中。